# За рогом (фільм, 1938)
«За рогом» (англ. Just Around the Corner) — американський комедійний мюзикл режисера Ірвінга Каммінгса 1938 року.

## Сюжет
Весела і життєрадісна Пенні повертається в квартиру батька Джефа Хейлі на найвищому поверсі престижного готелю. Але раптом з'ясовується, що її тато, головний архітектор великого проєкту, тут більше не живе, а переселений в підвал. Він звільнений у зв'язку з безглуздою примхою мільйонера Семуеля Хеншоу, як дві краплі схожого на портрет везучого «Дядечка Сема» — героя коміксів.
Дівчинка не стала сумувати. Натхненна розповіддю батька про те, що якщо допомогти Дяді Сему подолати депресію, він допоможе в будь-якому бізнесі, малятко Пенні задумує провести благодійний концерт на користь мільйонера. Сплутавши казку і реальність і думаючи, що Хеншоу і є той самий Дядя Сем, який може допомогти їхній сім'ї, дівчинка починає втілювати в життя свій проєкт.
Пронирливі журналісти дізнаються про цей захід і створюють великий ажіотаж в пресі. Розгніваний мільйонер вимагає знайти винуватця скандалу і до нього приводять Пенні, яка і пояснить старому, чому не варто кидати розпочаті проєкти.

## У ролях
- Ширлі Темпл — Пенні
- Джоан Девіс — Кітті
- Чарльз Фаррелл — Джеф Гейл
- Аманда Дафф — Лола
- Білл Робінсон — капрал Джонс
- Берт Лар — Гас
- Франклін Пенгборн — Ватерс
- Кора Візерспун — тітка Джулія Рамсбі
- Клод Джиллінґвотер — Семуель Геншоу
- Бенні Бартлетт — Мілтон Рамсбі